# Circuito de la Sarthe (ciclismo)
O Circuito de la Sarthe (oficialmente: Circuit de la Sarthe-Pays de la Loire) é uma competição ciclista profissional por etapas que se disputa no País do Loire (França) no mês de abril.
Começou-se a disputar em 1954 como corrida amador até que em 1975 começou a ser profissional ainda que também aberta a corredores amadoras. Desde a criação dos Circuitos Continentais da UCI em 2005 faz parte do UCI Europe Tour na categoria 2.1.

## Palmarés
| Ano                   | Vencedor              | Segundo               | Terceiro                |           |
| --------------------- | --------------------- | --------------------- | ----------------------- | --------- |
| edições amador        |                       |                       |                         |           |
| 1953                  | Jacky Hays            | Roland Danguillaume   | Jean Danguillaume       |           |
| 1954                  | Bernard Fournières    | Roger Provost         | Albert Rayer            |           |
| 1955                  | André Bernard         | Christian Futol       | Robert Verdenal         |           |
| 1956                  | Jean Danguillaume     | Yves Fayon            | J. Poulain              |           |
| 1957                  | Raymond Guérin        | Georges Dubois        | Michel Le Bris          |           |
| 1958                  | Jean Danguillaume     | Henri Perly           | Jean Jeugnet            |           |
| 1959                  | Jean Danguillaume     | Bachteel              | Jacques Simon           |           |
| 1960                  | André Foucher         | René Fagault          | Jean-Yves Trolez        |           |
| 1961                  | Jean Jeugnet          | Jean Claude Sevin     | Bellon                  |           |
| 1962                  | Domingo Ferrer        | Yves Gougault         | Pierre Matignon         |           |
| 1963                  | Claude Juin           | Michel Béchet         | Jean Cosseron           |           |
| 1964                  | Jean Cosseron         | Yves Gougault         | Daniel Heck             |           |
| 1965                  | José Manuel López     | José Suria            | Mariano Díaz            |           |
| 1966                  | Pierre Matignon       | Serge Bolley          | Jean-Louis Jagueneau    |           |
| 1967                  | Guy Grimbert          | Fernand Maurice       | Gérard Swertvaeger      |           |
| 1968                  | Guy Grimbert          | Jacques Botherel      | Yves Ravaleu            |           |
| 1969                  | Ryszard Szurkowski    | Patrice Testier       | Tino Tabak              |           |
| 1970                  | Claude le Chatellier  | Ryszard Szurkowski    | Zbigniew Górski         |           |
| 1971                  | Vladislav Nelyubin    | Rony Christiaens      | Krzysztof Stec          |           |
| 1972                  | Régis Ovion           | Claude Aigueparses    | Marcel Duchemin         |           |
| 1973                  | Nikolay Gorelov       | Ryszard Szurkowski    | Joël Hauvieux           |           |
| 1974                  | Ivan Skosirev         | Alain Meunier         | Aavo Pikkuus            |           |
| edições profissionais |                       |                       |                         |           |
| 1975                  | Bernard Hinault       | Jan Brzeźny           | Jean-Claude Misac       |           |
| 1976                  | Bernard Hinault       | Yves Hézard           | Yvon Bertin             |           |
| 1977                  | Aavo Pikkuus          | Gregor Braun          | Jan Brzeźny             |           |
| 1978                  | Bernd Drogan          | Yvon Bertin           | Mariano Martínez        |           |
| 1979                  | Christian Muselet     | Michal Klasa          | Aavo Pikkuus            |           |
| 1980                  | Greg LeMond           | Ladislav Ferebauer    | Jan Jankiewicz          |           |
| 1981                  | Yuri Barinov          | Ivan Mitchenko        | Şahit Zahretdinef       |           |
| 1982                  | Ivan Mitchenko        | Milan Jurčo           | Anatoly Yarkin          |           |
| 1983                  | Pascal Jules          | Claude Moreau         | Jérôme Simon            |           |
| 1984                  | Claude Moreau         | Yvan Lamote           | Régis Clère             |           |
| 1985                  | Pascal Jules          | Ronan Pensec          | Wiktor Demidenko        |           |
| 1986                  | Didier Garcia         | Daniel Wyder          | John Talen              |           |
| 1987                  | Piotr Ugrumov         | Pascal Lance          | Kurt Steinmann          |           |
| 1988                  | Thierry Marie         | Viatcheslav Ekimov    | Jean-Claude Colotti     |           |
| 1989                  | Thierry Laurent       | Viatcheslav Ekimov    | Gilbert Duclos-Lassalle |           |
| 1990                  | Dimitri Zhdanov       | Michel Vermote        | Thierry Marie           |           |
| 1991                  | Bruno Cornillet       | Armand de Las Cuevas  | Jean-Philippe Dojwa     |           |
| 1992                  | Jean-François Bernard | Philippe Bouvatier    | Robert Forest           |           |
| 1993                  | Jean-François Bernard | Laurent Bezault       | Thierry Dupuy           |           |
| 1994                  | Stéphane Heulot       | Laurent Brochard      | Erwin Thijs             |           |
| 1995                  | Thierry Marie         | Patrick Jonker        | Pascal Lance            |           |
| 1996                  | Adriano Baffi         | Mariano Rojas         | Stéphane Heulot         |           |
| 1997                  | Melcior Mauri         | Pascal Lino           | Tony Rominger           |           |
| 1998                  | Melcior Mauri         | Marc Streel           | Jaan Kirsipuu           |           |
| 1999                  | Steffen Kjærgaard     | Gilles Maignan        | Jens Voigt              |           |
| 2000                  | David Cañada          | Jens Voigt            | Laurent Brochard        |           |
| 2001                  | David Millar          | Anthony Morin         | Franck Bouyer           |           |
| 2002                  | Didier Rous           | Bradley McGee         | Artūras Kasputis        |           |
| 2003                  | Carlos Da Cruz        | Alexei Sivakov        | Laurent Brochard        |           |
| 2004                  | Thomas Löfkvist       | Franck Bouyer         | Ronny Scholz            |           |
| 2005                  | Sylvain Chavanel      | Markus Fothen         | Volodymyr Bileka        |           |
| 2006                  | Stefan Schumacher     | Serguei Gonchar       | Brian Vandborg          |           |
| 2007                  | Andreas Klöden        | Nicolas Vogondy       | Volodymyr Duma          |           |
| 2008                  | Thomas Voeckler       | Christian Vande Velde | Tiziano Dall'Antonia    |           |
| 2009                  | David Le Lay          | Enrico Rossi          | Benoît Vaugrenard       |           |
| 2010                  | Luis León Sánchez     | Tiago Machado         | Julien Simon            |           |
| 2011                  | Anthony Roux          | Blel Kadri            | David Millar            |           |
| 2012                  | Luke Durbridge        | Manuele Boaro         | Nelson Oliveira         |           |
| 2013                  | Pierre Rolland        | Jan Bárta             | Tobias Ludvigsson       |           |
| 2014                  | Ramūnas Navardauskas  | Rohan Dennis          | Julien Simon            |           |
| 2015                  | Ramūnas Navardauskas  | Manuele Boaro         | Adriano Malori          |           |
| 2016                  | Marc Fournier         | Jérôme Coppel         | Juan José Lobato        |           |
| 2017                  | Lilian Calmejane      | Arthur Vichot         | Jonathan Castroviejo    |           |
| 2018                  | Guillaume Martin      | Xandro Meurisse       | Justin Jules            |           |
| 2019                  | Alexis Gougeard       | Quentin Pacher        | Oscar Riesebeek         |           |
| 2020                  | cancelado             | cancelado             | cancelado               | cancelado |
| 2021                  | cancelado             | cancelado             | cancelado               | cancelado |
| 2022                  | Olav Kooij            | Benoît Cosnefroy      | Xandro Meurisse         |           |

## Palmarés por países
| País            | Vitórias |
| --------------- | -------- |
| França          | 31       |
| União Soviética | 8        |
| Espanha         | 5        |
| Alemanha        | 3        |
| Lituânia        | 2        |
| Estados Unidos  | 1        |
| Itália          | 1        |
| Noruega         | 1        |
| Reino Unido     | 1        |
| Suécia          | 1        |
| Austrália       | 1        |
| Polónia         | 1        |
| Países Baixos   | 1        |